# Fletcher Stockdale
Fletcher Summerfield Stockdale, född 1823 eller 1825, död 4 februari 1890 i Cuero, Texas, var en amerikansk politiker. Han var viceguvernör i Texas 1863–1865. Under sommaren 1865 fungerade han en kort tid som tillförordnad militärguvernör efter att guvernör Pendleton Murrah hade flytt till Mexiko.
Stockdale inledde sin karriär som advokat i Kentucky och flyttade sedan 1846 till Texas. Han tjänstgjorde som viceguvernör i slutskedet av inbördeskriget under guvernör Murrah. I samband med konfederationens förlust fick Stockdale tillfälligt styra i huvudstaden Austin och överräckte nycklarna till arkivbyggnaden och Texas kapitolium till Andrew Jackson Hamilton som USA:s president Andrew Johnson utnämnde till Murrahs efterträdare.